# France 24

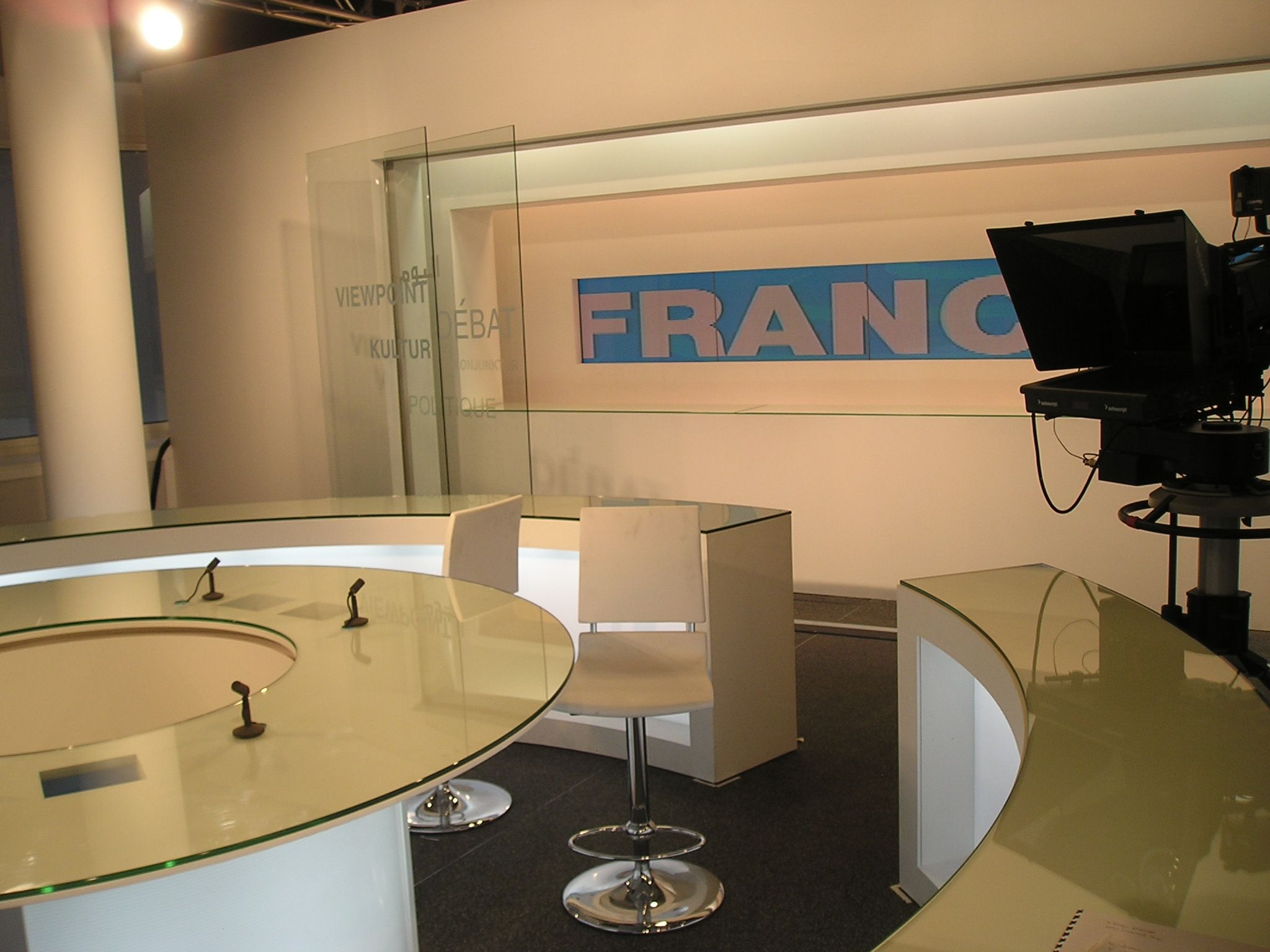
France 24:s studio i början av kanalens start i december 2006.

France 24 (uttal på franska: France vingt-quatre, /fʁɑ̃s vɛ̃tkatʁ/, i alla tre språkupplagorna) är en internationell TV-nyhetskanal baserad i Paris. Den började sin verksamhet 6 december 2006, under Jacques Chiracs andra presidentperiod och under tiden Dominique de Villepin var premiärminister. Sedan 2008 är den helägd av franska staten.
Kanalen debuterade i december 2006. I början av 2010-talet hade kanalen många problem med bl.a. strejkande personalen och gick flera miljoner i minus.
Kanalens tv-nyheter finns på fyra språk: franska, engelska, spanska och arabiska. Den spanska kanalen lanserades år 2017. Kanalen når ungefär 444 miljoner hushåll.
Sedan maj 2021 har Vanessa Bruggraf fungerat som kanalens direktör.

## Beskrivning
Kanalen har sitt säte i Parisförorten Issy-les-Moulineaux. Den presenterar internationella nyheter, som för närvarande (2014) sprids i varianter på franska, engelska och arabiska. Kanalen har sedan 2008 varit helägd av franska staten (genom dess holdingbolag l'Audiovisuel extérieur de la France (AEF)), efter att man 2008 förvärvat resten av ägarandelarna från de tidigare delägarna TF1 och France Télévisions. Kanalens årliga budget är på cirka €100 miljoner, och man fick 2013 ett budgettillskott.
France24:s uttryckliga målsättning har åtminstone tidigare varit att "täcka internationella nyheter från ett franskt perspektiv och att sprida franska värden runt världen". Man ingår i den statliga franska mediebolaget France Médias Monde, tillsammans med radiokanalerna RFI (Radio France Internationale) och Monte Carlo Doualiya.

## Kända anställda
- François Picard
- Vanessa Burggraf
- Taoufik Mjaied
- Mark Owen